# Cine Total
Cine Total foi uma sessão de filmes da RedeTV! exibida entre 1999 e 2002, voltou ao ar em 2012 e saiu do ar no mesmo ano.

## História
A sessão estreou em 1999, na inauguração da RedeTV!, junto com outras sessões de filmes como TV Magia, TV Terror, TV Arte e TV Escolha, sendo exibida nas noites de terça a sexta-feira.
A sessão era apresentada pelo crítico de cinema Rubens Ewald Filho, na qual havia um formato interativo que permitia os telespectadores escolherem uma das duas opções de filme a ser exibida, enquanto Ewald as contextualizavam com comentários e curiosidades. A mais votada, através de telefonemas, entrava no ar na sequência. Pode se dizer que a sessão era similar à sessão global Intercine.
No dia 2 de março de 2012, o Cine Total volta a ser exibido nas noites de sexta-feira às 22h30, cobrindo as reprises do Pânico na TV, dessa vez sem o formato interativo e sem apresentação. Porém com a baixa audiência, no dia 22 de julho a sessão é transferida aos domingos para dar lugar ao programa Sexo a 3, ocupando o lugar da Sessão Especial. Teve como última exibição no dia 14 de outubro de 2012, devido ás baixas audiências registradas. Fonte n°3.

## Sessão Especial
Em 2012, o Cine Total volta com uma sessão gêmea chamada Sessão Especial. A mesma era exibida nas noites de domingo, ocupando o horário das exibições inéditas do Pânico na TV. Por conta da baixa audiência, a sessão foi extinta e ocupada pelo Cine Total. Depois, houve apenas exibições esporádicas.
No dia 21 de julho de 2018, a RedeTV! exibiu um filme da franquia Pokémon na sessão, às 14h30 da tarde em um sábado. O filme em questão era Pokémon: The Movie 2000.
Em 12 de novembro de 2021, a RedeTV! exibiu na sessão, no horário das 23h, o filme A Força de um Sorriso, tendo essa como sua última exibição registrada.

## TV Escolha
Em 2000, a RedeTV! lançou uma sessão tripla e interativa de filmes: a TV Escolha, hoje extinta. Exibida nas tardes de domingo, inicialmente apresentado por Fernanda Lima, e posteriormente por Rubens Ewald Filho, a sessão sugeria duas opções de filmes antes da exibição da atração, e reforçava os números de telefone (também 0800) nos intervalos comerciais.